# جينو دي جيورجي
جينو دي جيورجي (بالإيطالية: Gino De Giorgi)‏ هو عسكري إيطالي، ولد في 17 يوليو 1914 في فلورنسا في إيطاليا، وتوفي في 13 سبتمبر 1979 في روما في إيطاليا.